# Diaparsis sanctijohanni
Diaparsis sanctijohanni är en stekelart som beskrevs av Rao och Kurian 1951. Diaparsis sanctijohanni ingår i släktet Diaparsis och familjen brokparasitsteklar. Inga underarter finns listade i Catalogue of Life.